# モーシェ・ダヤン
モーシェ・ダヤン（モーシュ・ダイアン, משה דיין, Moshe Dayan, 1915年5月20日 - 1981年10月16日）は、イスラエルの軍人、政治家。
第4代イスラエル国防軍参謀総長、第4代農業農村開発大臣、第5代国防大臣、第4代外務大臣。
ヘブライ語の彼の名前 משה דיין は「裁判官（ダヤン）・モーゼ」という意味になる。第二次世界大戦で左眼を失明し眼帯を付けていたことから「片目のダヤン」と称された。

## プロフィール

### 生い立ち
モーシェ・ダヤンは当時オスマン朝の領土であったパレスチナのキブツ デガニア・アレフで生まれた。父親はシュムエル・ダヤン、母親はデボラ・ダヤン。モーシェは新設されたコミュニティで生まれた2番目の子供であった。
父シュムエルは現ウクライナのジャシキウから移住したシオニスト運動家であり、アラブとの戦闘でその最期を看取った同志のモーシェ・バルスキー（1885～1913）に因んで命名した。
14歳で初期段階のハガナーに参加し、1938年ユダヤ臨時徴募警察に入隊。パレスチナ独立戦争に参加する。
特別夜戦隊の軍曹であった時期に、パレスチナを植民地下に置いたイギリスのシオニズム支持の将校オード・ウィンゲートから軍事教練を受け、彼の多大な影響を受けた。

### 第二次世界大戦
第二次世界大戦勃発直後の1939年10月、ハガナーが非合法化された。ヤフネルの士官養成コースに参加していたダヤンもイギリス当局に逮捕される。懲役10年の有罪判決を受け服役したが、ハイム・ヴァイツマンの尽力で2年後の1941年2月に釈放され、刷新されたハガナーとイギリス軍との連携に貢献した。
ダヤンは連合国軍の一員としてオーストラリア第7歩兵師団に加わり、1941年6月7日シリアでヴィシー政権下のフランス軍と交戦。双眼鏡で敵陣地を見ていた時、敵の弾丸が双眼鏡に当たり左目を失明した。傷は外眼筋も損傷するほど深く、義眼が入らなかったため、以降彼のトレードマークとなった眼帯を着用するようになる。
それ以降、「イスラエルの鷹」、「独眼の将軍」、「隻眼の将軍」の異名をとった。ダヤンはオーストラリア軍将校の推薦によって大英帝国で最も高位の殊勲章を受章した。

### 軍司令官として
1948年5月15日のイスラエル建国を受け勃発した第一次中東戦争で、ダヤンはヨルダン渓谷の防衛を指揮し多くの重要拠点を防御し、イスラエルの勝利に大きく貢献した。1953年に参謀総長に就任し、1956年の第二次中東戦争でも指揮を執った。1958年まで参謀総長を務めた後、政界に転身した。

### 政治家として
第二次中東戦争後の1959年にイスラエル労働党から国会議員になり、農業大臣に就任した。
1967年、第三次中東戦争の直前に国防相に任命され、1973年の第四次中東戦争でも再び国防相として戦争指導にあたるも、作戦の準備不足などの不手際を批判され、1974年5月に辞任。その後労働党を離れて、メナヘム・ベギン政権の外相を務めたが、意見対立により1979年に辞任した。

### 晩年
閣外に去ったダヤンは、新党「国家刷新運動」を結成。1981年のクネセト総選挙で国家刷新運動は2議席を獲得したが、前年から健康を損ない総選挙直後に心臓発作で死去した。

## 著書(訳書)ほか
- 『栄光の砂漠　シナイ作戦日誌』古崎博訳、本田書房、1967年
- 『イスラエルの鷹　モシェ・ダヤン自伝』込山敬一郎訳、読売新聞社、1978年
- 『中東和平交渉―キャンプ・デービッドへの道』笈川博一訳、時事通信社、1983年 - 副題は独眼ダヤンの外交秘史
- ルース・ダヤン(Ruth Dayan)『ダヤンへの愛と別れ―“片目の英雄”と過した36年』古崎博訳、サンケイ新聞社出版局、1974年 - 元夫人の回想
- シャブタイ・テベット(Shabtai Teveth)『ダヤン―その勝利と財北の記録』古崎博訳、サンケイ新聞社出版局、1974年 - イスラエルの歴史作家